# 埼玉県立豊岡高等学校
埼玉県立豊岡高等学校（さいたまけんりつ とよおかこうとうがっこう）は、埼玉県入間市豊岡に所在する全日制普通科、男女共学の県立高等学校。略称は「豊高」（とよこう）、古くは「豊実」（とよじつ）。

## 概要
- 100年を超える伝統があり、地域有力者を数多く輩出している。
- 旧第2学区西部のトップ校で、県全体でも中堅上位校にランクされる。
- 2012年4月より、文部科学省「英語によるコミュニケーション能力・論理的思考力を強化する指導改善の取組」指定拠点校。
- 2013年4月からは単位制に移行し、「大学進学重視型単位制高校」を標榜している。

## 沿革
- 1920年4月28日 - 豊岡町その他9ヶ村学校組合立豊岡農学校設立認可。
- 1920年7月 - 学校組合立豊岡農学校（2年制・全日制・男子のみ）が豊岡町立豊岡小学校内に開校。
- 1926年12月 - 現在の校地に移転。
- 1927年9月 - 5年制実業学校に改組し、学校組合立豊岡実業学校（全日制・男子のみ・農商兼修）に校名変更。
- 1941年4月 - 埼玉県へ移管され、埼玉県立豊岡実業学校となる。
- 1943年4月 - 中等学校令により修業年限が4年に短縮される。
- 1947年4月 - 学制改革及び学校教育法により新制中学校（男子のみ）併設。
- 1948年4月 - 新制高等学校に移行。埼玉県立豊岡実業高等学校となる。実業科（全日制・男子のみ）設置。
- 1949年3月 - 併設中学校廃止。
- 1950年4月 - 女子農村家庭科（全日制）が増設され、初めて女子生徒が入学。
- 1957年4月 - 実業科を農業科（男子のみ）に変更。女子農村家庭科を商業科（男女共学）に変更。
- 1962年1月 - 農業科募集停止。
- 1962年4月 - 普通科（全日制・男女共学）設置。
- 1964年3月 - 農業科廃止。
- 1964年4月 - 埼玉県立豊岡高等学校（全日制商業科・普通科）と改称。定時制普通科（男女共学）設置。
- 1966年7月 - 高校のシンボルとして玄関前広場に銅像「若草像」が建てられる（峯山敏郎／作、1965年（昭和40年）度卒業生の卒業記念品として寄贈された）。
- 1966年7月 - 体育館竣工（学校体育館としては当時埼玉県内最大規模であり、2008年の改築まで高校体育館としては県内最大級であった）。
- 1968年2月 - 学校食堂竣工。
- 1969年3月 - 商業科募集停止。
- 1971年3月 - 商業科廃止。
- 1979年12月 - 格技場竣工。
- 1984年11月 - 卓球場竣工。
- 2008年4月 - 定時制課程は埼玉県立川越高等学校（定時制）、埼玉県立狭山高等学校（全日制・定時制）と統合され、昼夜開講制のパレットスクール、「埼玉県立狭山緑陽高等学校」となった（設置場所は狭山高校の旧校地）。
- 2008年5月 - 老朽化のため体育館立て替え着工。
- 2009年4月 - 新体育館完成。トレーニングルーム完成。同年6月体育館落成記念式挙行（高校体育館としては県内最大級）。
- 2010年2月 - 埼玉県教育委員会により「21世紀いきいきハイスクール推進計画（後期）[1]」が策定され、豊岡高校は2013年4月をもって埼玉県立入間高等学校と統合し、新たに豊岡高校校地に単位制全日制普通科高校を設置する計画が発表される[2]。
- 2012年4月 - 文部科学省英語力強化事業「英語によるコミュニケーション能力・論理的思考力を強化する指導改善の取組」拠点校に指定される。
- 2013年4月 - 埼玉県立入間高等学校と統合。豊岡高校校地・施設に単位制全日制普通科高校が新設された。あわせて埼玉県教育委員会より進路実現・学力向上重点推進校に指定される。
- 2015年3月 - 2014年度卒業生をもって学年制廃止。
- 2015年7月 - 埼玉県プロフェッショナル育成推進事業「サイエンスアカデミー」指定校となる。
- 2020年4月 - 創立100周年を迎える。

## 教育目標
- 日本国憲法、教育基本法、学校教育法に則り、国家および社会の有為な形成者として、その発展に寄与する人間の育成を助成する。 
  - 真理を愛し、判断力を養い、情操を豊かにし、心身ともに健全な人間を育てる。
  - 秩序を尊び、責任を重んじ、協調性に富み、融和と敬愛に満ちた精神を養う。
  - 誠実を旨とし、勤労を愛好し、進取の気性を養い、個性に応じて将来の進路を決定する能力を養う。

## 特色
- 生徒は入間市・飯能市・所沢市・狭山市在住者が大半を占めるが、日高市・新座市・秩父市・秩父郡横瀬町方面からも入学者がある。
- 制服あり。生徒の自主性を重んじるという方針から、伝統的に生活指導は緩かったが、近年、学校改革の一環として生徒指導の厳格化に着手している。
- ソーラーシステムを用いた冷暖房設備を有し、太陽光発電も導入している。
- 古い高校であるため他校に比べ校地は広い。かつては実習用農場や家畜飼育施設なども保有していた。

## 学習・進路
- 1年生から、本校独自の「進路ノート」を用いた進路指導を行う。
- 2年次より文系コース、理系コースに分かれる。
- 前身が実業学校、実業高校であったことから就職・求人の状況は良いものの、生徒の大半が進学を希望しているため、ほとんど生かされていない。
- 中央大学・法政大学・東京理科大学・成蹊大学・日本大学・東洋大学・専修大学・芝浦工業大学・上智大学短期大学部等に指定校推薦枠がある。かつては、青山学院女子短期大学（2022年閉学）にも枠を有していた。

## 生徒会活動
- 豊高祭（文化祭）、体育祭、球技大会、駅伝大会（埼玉県立狭山稲荷山公園にて開催、かつては宮沢湖にてロードレース大会を開催）などの行事がある。その他の行事は、2013年度までに行われた学校改革で大幅に削減、縮小された。
- 近年はHR発表会の廃止に伴いHR発表会常任が廃止され、球技大会も年度1回のみとなり、縮小の一途を辿っている。代わって体育祭が始まったが、これは体育科の主催によるもので、生徒会の企画運営ではない。
- 実業高校時代は兵庫県立豊岡実業高等学校生徒会との間に交流を持っていた。

## 部活動
運動系
- 陸上競技
- 硬式野球
- ソフトボール
- サッカー
- バスケットボール（男・女）
- バレーボール（男・女）
- 卓球（男・女）
- 硬式テニス
- ソフトテニス
- バドミントン（男・女）
- アーチェリー
- 水泳
- 剣道
- 柔道
- 登山
- バトン
- ダンス

文化系
- 茶道
- 華道
- 書道
- 箏曲
- 音楽
- 軽音楽
- 演劇
- 美術
- 家庭
- 科学
- 写真
- 放送
- 吹奏楽（団）
- マンガイラスト（同好会）
- 英語（同好会）
- 囲碁将棋（愛好会）

## 現状
- 校名の由来となった豊岡町が1956年（昭和31年）に自治体名としては消滅し、校名に現行自治体名を冠していない高校である。加えて住民の入れ替わりが多い地域にあるため、伝統校ではあるものの新住民の間ではなかなか校名が浸透せず、認知度がやや低くなっている。かつては周囲に有力校がなかったこともあり、長らく比較的高いランクを維持していた。第2次ベビーブーム世代が在校していた1980年代後半から1990年代前半には、志願倍率はさほど高くはなかったものの高偏差値となり、活発な学校行事の中優良な進学実績をあげていた。しかし少子化時代を迎えるにあたっても学校改革が進まず、2000年代以降は設備の老朽化なども影響し志願者数は大きく減少。周辺の新設校や私立校に押され偏差値も下落傾向にある。2004年度の学区制廃止後は更にこの傾向が顕著となり、2007年度新入生以降、このランクの高校としては異例の定員割れとなっている。長らく進路指導への取り組みは充実したものとは言い難い状態が続いていたが、近年は進学実績がいよいよ振るわなくなったため、少人数制クラス編成の導入や夏休み進学補講（自主ゼミ）実施、生活指導の厳格化等の改革に着手している。2011年に創立90周年を迎えるも、現状には地域や卒業生からの批判が多く、学校の信頼を失う事態に立ち至っており、2009年度からは「地域に根ざした特色ある進学校」を目指し授業時間大幅増や学校行事の見直しなど更に改革を進めている。埼玉県内では本校以外にも埼玉県立飯能高等学校・埼玉県立小川高等学校・埼玉県立本庄高等学校・埼玉県立深谷第一高等学校など戦前からの歴史を持つ共学校は、歴史はあるものの教育面における特色を打ち出せない状態が続いたため、少子化の影響をより大きく受け低迷。低廉な学費の公立学校こそが有為な人材を育てなければならないという地域社会における役割を果たせていないため、2010年代からは埼玉県が改革を主導し、様々な研究指定・再編整備を行っている。
- 「21世紀いきいきハイスクール推進計画（後期）」（埼玉県立高等学校の後期再編整備計画）により、2013年4月、埼玉県立入間高等学校と統合し、豊岡高校校地・施設に進学重視型の単位制全日制普通科高校が設置された。単位制全日制普通科高校は設置手続きの上では新設開校の扱いだが、入間高校は2010年度新入生をもって募集停止、豊岡高校は2011年度以降も生徒募集し、2013年3月時点で在校している生徒は同年4月以降すべてそのまま新設高校の在校生となった（2012年度までの在校生の教育課程は入学時のまま維持され、単位制には移行しない。2013年4月入学者から入学年次に従って順次単位制に移行）。同一市内の統合で、課程及び学科に変更がないことから、新設高校は設置校である「埼玉県立豊岡高等学校」の校名を継承した。従って設置形式上新設開校と称しているものの、事実上豊岡高校が単位制に移行するのみでそのまま存続した。入学期数も新規には設定せず豊岡高校側の旧制時代から続く現行のものが継続され、入間高校側のものは廃される。従って名目上も実質上も入間高校の単独廃校という形になった[3]。なお、入間高校卒業生に対する卒業証明書発行等の事務は新設高校で取り扱う。
- 上記計画は近年入間高校志願者数が定員を大きく下回っており、また豊岡高校の競争率も低調であることから、少子化への対応の一環として同一市内の高校の統合に踏み切ったものである。しかし統合とは言うものの進学重視型と銘打ち、事実上豊岡高校のみが存続するため、豊岡高校志願者・在校生の学力レベルに対応した教育が行われる。元来豊岡高校と入間高校との間に偏差値等の面でレベル差があり、また実質的に入間高校の廃校であるため、新設高校では入間高校で行われてきたような一定の学力レベルの高校生に対応した教育は行われないことになる。従ってこの計画の実施はこれまでは高校に進学出来ていた一定の学力層の中学生を受け入れる高校がこの地域から1校消滅することを意味し、そうした学力層の生徒の進学機会や学習機会を狭めることになるという懸念も出ていた[4]。両校の沿革・歴史も異なり、ほとんど交流もなかったため、同窓会等からも統合を不安視する声があった。その後入間高校の単独廃校という形が明確化され、両高校の同窓会の統合はせずに事務手続きのみ新設高校で取り扱うことになった。

## 同窓会
- 埼玉県立豊岡高等学校同窓会
  - 会長 木下博（前埼玉県入間市長）
  - 副会長 仲川幸成（前埼玉県狭山市長）

## 史跡
- 彰義隊遭難者の碑[5]
  - 開校翌年の1921年（大正10年）、旧彰義隊頭取本多晋により正門脇に建碑。かつては傍らに入間郡旧扇町屋村民が建立した地蔵もあったが、校地は県有地のため戦後になり政教分離の都合により地蔵のみ豊岡町大字黒須（現在の入間市春日町）の蓮花院（真言宗の寺院）に移されている。2003年（平成15年）8月1日、碑と地蔵は合わせて「彰義隊遭難者の碑・付地蔵」の名称で入間市指定文化財となった。

## 著名な出身者
- 木下博 - 元埼玉県入間市長
- 仲川幸成 - 前埼玉県狭山市長
- 小林駿介 - 東京農工大学名誉教授、元国際液晶学会副会長、元日本液晶学会会長、日本学士院賞
- 関谷喜三郎 ｰ日本大学商学部教授
- 西沢正太郎[6] - 児童文学作家・元社団法人日本児童文芸家協会理事長
- 清水美那 - 女優
- 佐藤拳太郎 -  陸上競技選手（400m）・2016年リオデジャネイロオリンピック男子4×400mリレー日本代表
- 野尻克己 - 映画監督

## 交通
- 西武池袋線入間市駅西口より徒歩5分
- 西武新宿線狭山市駅（狭山市駅西口バス停3番乗り場）から西武バス狭山27系統にて約11分。豊岡一丁目バス停下車5分。
- 西武池袋線武蔵藤沢駅（駅西口武蔵藤沢駅前バス停2番乗り場）から西武バス藤01系統にて約21分。豊岡高校前バス停下車1分。